# JBG2 Professional MTB Team
JBG2 Professional MTB Team (Kod UCI: JB2) −  polska zawodowa grupa kolarska specjalizująca się w kolarstwie górskim.

## Historia
W 2008 przy klubie KS Lechia Piechowice powstała grupa JBG2 APC Presmet Team, w której skład wchodzili Marek Galiński, Adrian Brzózka i Piotr Brzózka. W tym samym roku Marek Galiński po raz czwarty w swojej karierze reprezentował Polskę na Igrzyskach Olimpijskich w Pekinie.
W kolejnym roku nastąpiła zmiana nazwy drużyny na JBG-2 Professional MTB Team. Sezon 2009 bazował na wyścigach Pucharu Świata i europejskich imprezach sportowych, takich jak: Swiss Bike Cup w Szwajcarii, Bundesliga w Niemczech oraz Skoda Auto Grand Prix MTB. Rolę dyrektora teamu przejął Tomasz Pierwocha, który współpracował z zawodnikami przez kolejne lata.
Następnym krokiem była modyfikacja składu drużyny. W 2009 zawodnikiem JBG2 Team został Bartłomiej Wawak, w 2010 dołączyli Anna Szafraniec i Kornel Osicki. Kolejną siłą wsparcia był Tomasz Drożdż, który zaczynając od prac mechanika, po kilku wyjazdach zmienił funkcję na zawodnika.
W sezonie 2011/2012 ze względu na najważniejsze wydarzenie sportowe uwaga kolarzy skupiona była na zbieraniu punktów potrzebnych do kwalifikacji olimpijskiej. Niezbędna była więc obecność na wszystkich Pucharach Świata w Europie. Bardzo pracowity okres popłacił powołaniem Piotra Brzózki do reprezentacji Polski na Igrzyska Olimpijskie w Londynie.
W roku 2014 do drużyny dołączyli Patryk Piasecki i Mariusz Kowal, a w kolejnym Wojciech Halejak, Mariusz Kozak i Mariusz Michałek. W 2015 grupę zasilił kolarz pochodzący z Rosji – Anton Sintsov, który w kolejnym sezonie zdobył kwalifikację na Igrzyska Olimpijskie w Rio de Janeiro i ostatecznie wywalczył 12. miejsce.

## Aktualny skład drużyny (2024)
Zawodnicy:
- Piotr Brzózka
- Krzysztof Łukasik
- Karol Ostaszewski

Dyrektor zespołu:
- Agnieszka Brzózka